# Mushimono
Mushimono (蒸物) désigne un type de cuisson à la vapeur et, par extension, les plats qui sont réalisés en utilisant celui-ci dans la cuisine japonaise. Les plats à la vapeur contiennent souvent du poulet, des poissons ou des légumes. Parfois, du saké est ajouté.
Les ingrédients sont cuits à la vapeur jusqu'à ce qu'ils ramollissent et sont servis chauds. Le chawanmushi est un exemple connu de plat mushimono.
Les méthodes de cuisson à la vapeur incluent :
- cuisson des ingrédients à la vapeur dans de petits bols ou coupes ; les mets sont alors servis dans les récipients ayant servi à la cuisson ;
- cuisson des ingrédients dans de grands ustensiles de cuisson à la vapeur.